# 207省道 (福建省)
207省道，又称下连线、纵三线，是中国福建省省道之一，系2001年福建省公路规划中的  斜下线西段、 坑周线南段、 梨兴线、 凤中线和  丹西线组合升级而来，起于寿宁县下党乡杨溪头村的闽浙交界地段，途经周宁、蕉城和罗源，终于连江县潘渡镇潘渡村，北与浙江省庆元县的209省道相接，南于潘渡镇和308省道相通，是宁德、福州两市的重要通道。